# کمیل فن هوردن
کمیل فن هوردن (هلندی: Camille Van Hoorden; ۱۵ فوریهٔ ۱۸۷۹ – ۳۱ ژوئیهٔ ۱۹۱۹) بازیکن فوتبال اهل بلژیک بود.
وی همچنین در تیم ملی فوتبال بلژیک بازی کرده‌است.